# Afrikanska diasporan

Afrikanska diasporan i världen
Afrika
+ 10,000,000
+ 1,000,000
+ 100,000
+ 10,000

Med den afrikanska diasporan avses den folkförflyttning (av afrikaner) som ägt rum från Afrika till andra delar av världen under senare århundraden. Begreppet har historiskt ofta använts för att beskriva ättlingar till de afrikaner som skeppades till Amerika för att arbeta som slavar. I modern tid har begreppet vidgats till att också inkludera afrikaner som emigrerat från kontinenten för att söka utbildning, jobb och bättre levnadsvillkor för sig själv och sin familj.

## Länder med flest personer med afrikansk härkomst

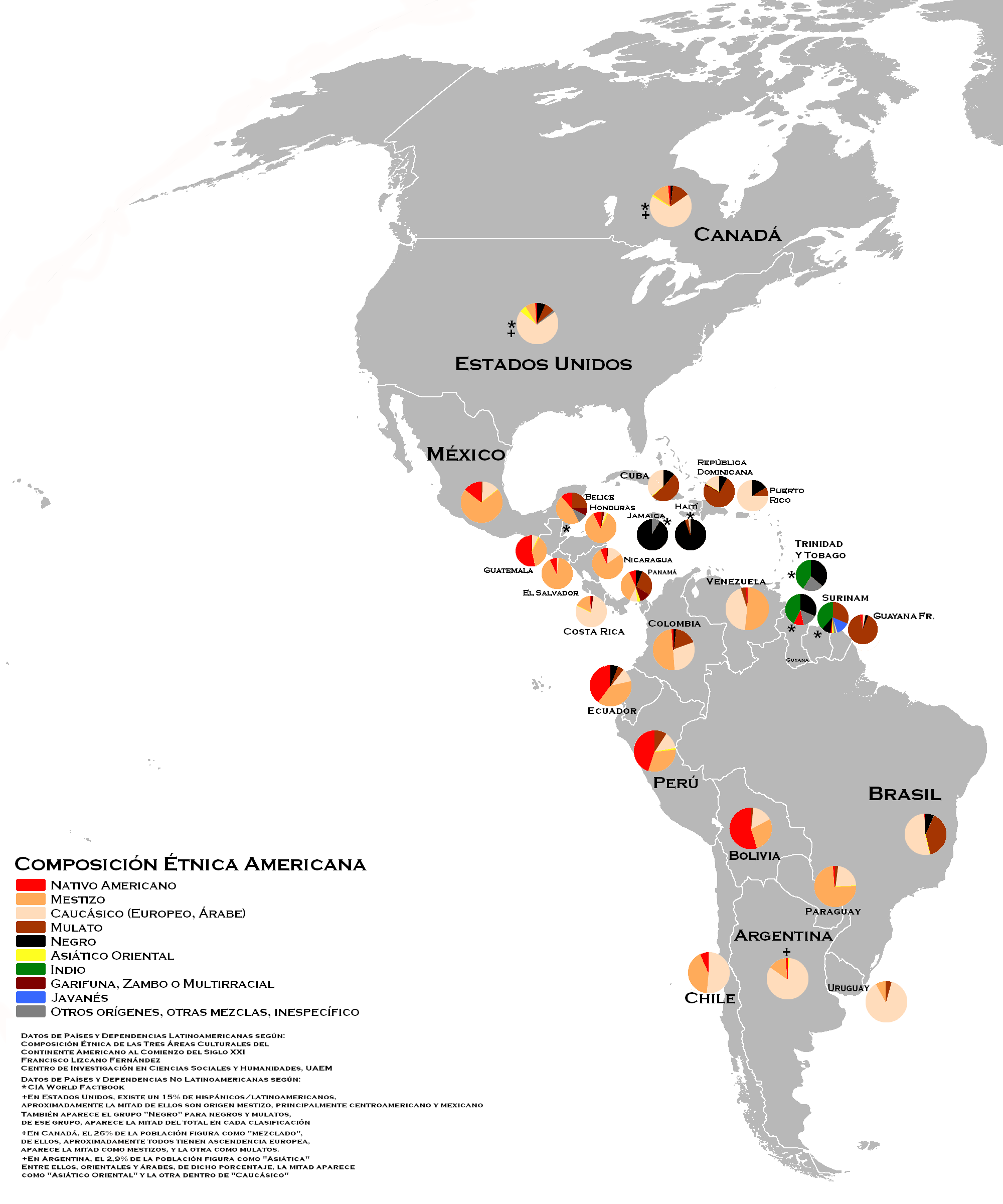
Den afrikanska diasporan i Amerika

| Land                    | Antal      | Noter                                                                        |
| ----------------------- | ---------- | ---------------------------------------------------------------------------- |
| Brasilien               | 55 900 000 | inkluderar folk av blandad härkomst, 6,84% (svarta) + 20,6% (mulatto pardos) |
| USA                     | 42 020 743 | inkluderar 3 091 424 som anger sig ha både svart och annan härkomst          |
| Haiti                   | 8 788 439  |                                                                              |
| Dominikanska republiken | 7 985 991  |                                                                              |
| Colombia                | 4 944 400  | [ 7 ] [ 8 ] [ 9 ]                                                            |
| Frankrike               | 3 800 000  |                                                                              |
| Jamaica                 | 2 731 419  |                                                                              |
| Storbritannien          | 2 080 000  |                                                                              |
| Mexiko                  | 1 400 000  | [ 10 ]                                                                       |
| Kuba                    | 1 126 894  |                                                                              |
| Italien                 | 1 100 000  |                                                                              |
| Puerto Rico             | 979 842    |                                                                              |
| Peru                    | 875 427    |                                                                              |
| Tyskland                | 817 150    | [ 11 ] [ 12 ]                                                                |
| Kanada                  | 783 795    |                                                                              |
| Spanien                 | 690 291    |                                                                              |
| Ecuador                 | 680 000    |                                                                              |
| Trinidad och Tobago     | 607 472    |                                                                              |